# Kakemono

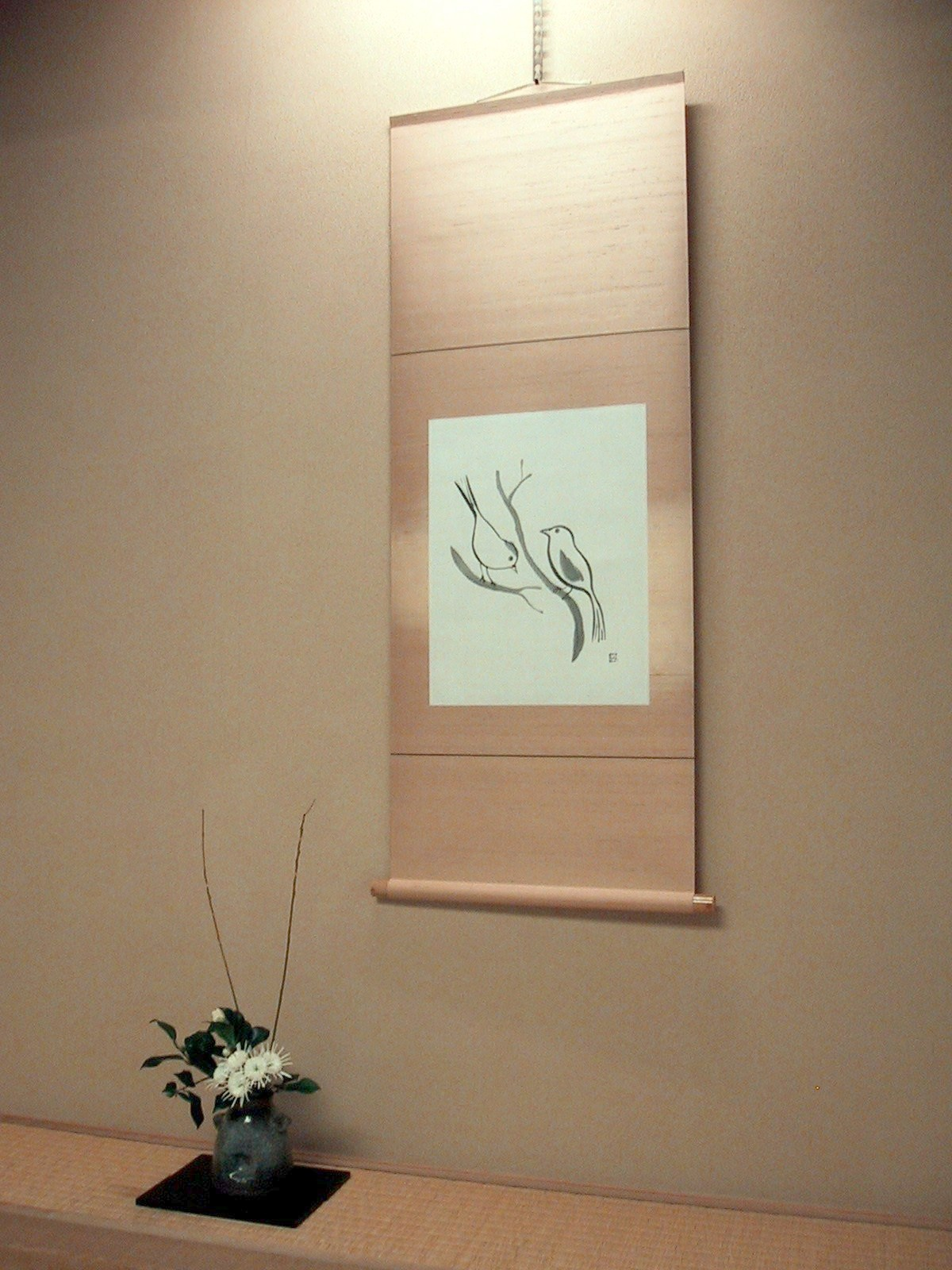

Kakemono este numele dat picturilor japoneze executate în cerneluri de China sau în acuarelă, pe fâșii lungi de mătase sau de hârtie groasă.
Acestea sunt prinse de vergele cu extremități  din fildeș, mărgean, jad sau corn sculptat, în jurul cărora se pot rula și se atârnă pe perete.